# 1049 Ґото
1049 Ґото (1049 Gotho) — астероїд головного поясу, відкритий 14 вересня 1925 року.
Тіссеранів параметр щодо Юпітера — 3,157. Діаметр — 50.69 км. Період обертання навколо Сонця — 5.44929 року (1990,354040033778 д). Видима зоряна величина — 10,6m.